# Aphelinus argiope
Aphelinus argiope is een vliesvleugelig insect uit de familie Aphelinidae. De wetenschappelijke naam is voor het eerst geldig gepubliceerd in 1839 door Walker.